# ヘンドリック・デ・ケイゼル

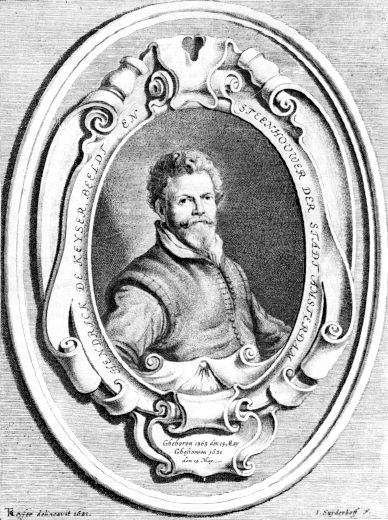
ヘンドリック・デ・ケイゼル

ヘンドリック・デ・ケイゼル（Hendrick de Keyser、1565年5月15日 - 1621年5月15日）は、オランダの建築家。16世紀後半のアムステルダムで建築の指導的立場にあった。
1595年アムステルダム市の石工および彫刻家に任命された。作品はその様式において、いくぶん英国のジェームズ朝様式に類似していた。簡素で実用的な教会は、ネーデルランドおよびドイツのプロテスタント教会のデザインに大きな影響を与え、とくに彼の最後の作品のアムステルダムのウェステルケルク（1620年）はギリシア十字形プランに基づいて建設された。
教会以外でもっとも重要な建築は、アムステルダム取引所（1608年）およびデルフト市庁舎である。
国内の建築において、彼は伝統的な背の高い切妻のアムステルダム住宅を単純化、古典主義化し、Iオーダーを導入し、妻部の段の数を減少させた。彼の作品はサロモン・デ・ブレイによって図版を付され『近代建築 Architectura Moderna』（1631年）として出版された。